# 韓国自由総連盟
韓国自由総連盟（かんこくじゆうそうれんめい）は、反共主義に基づく教育や諸活動の実施を目的としている大韓民国の代表的な右翼団体。

## 概要
韓国自由総連盟は、1954年に李承晩韓国大統領と蔣介石中華民国総統の主導によって組織されたアジア民族反共連盟の韓国支部として設立された。その後、1963年の「韓国反共連盟法」制定を受け、1964年に韓国反共連盟へと組織の改編を行い、政府から公益法人の認定を受けた。そして、1989年に「韓国自由総連盟の育成に関する法律」が制定されたことを受け、名称が現在のものへと改められた。同法第5条に基づき、韓国自由総連盟の事業計画書および毎年歳入歳出予算書を行政安全部長官に提出することになっており、政府の統制を受ける。
現在、韓国自由総連盟はソウル特別市中区奨忠洞に本拠地を置いている。2023年時点の総裁は、国会議員を3期歴任した与党国民の力所属の姜碩鎬（カン・ソコ）である。2002年時点で、連盟は総計約50万人の会員を有しており、各道、市、郡ごとに支部が設置されている。
韓国自由総連盟の主要な活動としては、反共活動に対する指導と反共資料の調査・研究、及びに反共思想の宣伝が挙げられる。その関連で、連盟では月刊誌「自由公論」と「自由新聞」を発刊し、反共思想の普及に努めている。なお、連盟は韓国政府から恩恵として、国共有財産の無償貸付、施設支援、経費補助や財産上の援助、租税減免措置を受けている。
一方、朝鮮戦争以後、冷戦時代の1988年12月31日まで韓国国民の海外旅行が自由ではなかった時代にパスポート発給を申請した人々の反共教育を専担したりもした。